# Azeta rhodogaster
Azeta rhodogaster är en fjärilsart som beskrevs av Achille Guenée 1852. Azeta rhodogaster ingår i släktet Azeta och familjen nattflyn. Inga underarter finns listade i Catalogue of Life.